# Oscar Antonio Montes

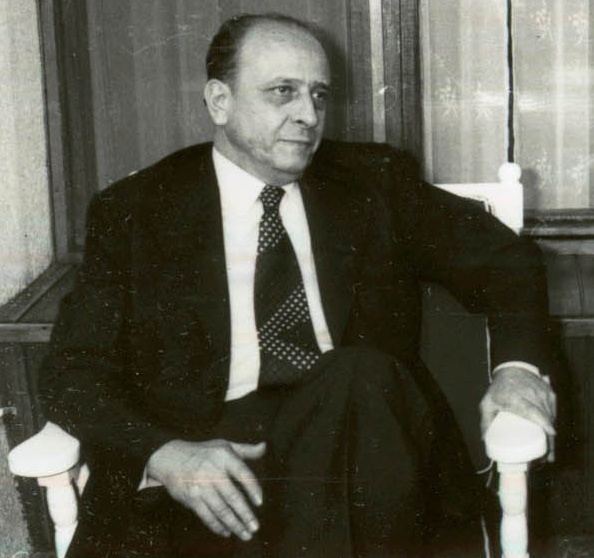
Oscar Antonio Montes

Oscar Antonio Montes (* 17. März 1924 in Buenos Aires; † 21. September 2012 ebenda) war ein argentinischer Militär, Politiker und Verbrecher. In der Zeit der Militärdiktatur war er vom 23. Mai 1977 bis zum 6. November 1978 Außenminister seines Landes.
Am 26. Oktober 2011 wurde er von einem Gericht in Buenos Aires wegen „Verbrechen gegen die Menschlichkeit“ zu lebenslanger Haft verurteilt. Mit ihm wurden 16 Personen angeklagt. Zwei der Angeklagten wurden freigesprochen, während die übrigen, darunter Alfredo Astiz, zu langjährigen Gefängnisstrafen verurteilt wurden.